# Marjeyoun (district)
Marjeyoun is een district in het gouvernement Nabatiye in Libanon. De hoofdstad is de gelijknamige stad Marjeyoun.
Marjeyoun heeft een oppervlakte van 265 km² en een bevolkingsaantal van 41.000.